# Gerard Kenny
Gerard W. Kenny (New York, 8 juli 1947) is een Amerikaanse singer-songwriter.

## Carrière
Kenny formeerde zijn eerste band al op de highschool en tussen dan en begin jaren 70 toerde hij door het clubcircuit. In 1968 tekende hij zijn eerste platencontract bij Warner Bros. Records en vanaf dan tot 1977 bracht hij een aantal singles uit, die echter de hitlijsten niet haalden. Hij nam ook op voor Buddah Records en Laurie Records. Een van de singles van laatstgenoemde met de titel Happiest Man is nu een zeldzaamheid en werd verkocht voor £200.
Het was in 1978 na de verhuizing naar het Verenigd Koninkrijk dat hij zijn eerste hitsingle scoorde met New York, New York (So Good They Named It Twice), die twee maanden in de Britse singlehitlijst was vertegenwoordigd. Het navolgende jaar haalde het album Made It Through The Rain de top 20. De single Fantasy bij RCA Records bewees zich als hit in 1980. In hetzelfde jaar bracht hij het album Living On Music uit met succes op de Filipijnen. De single Getting To Know Each Other van dit album werd een hit bij plaatselijke radiostations en werd uitgelicht als soundtrack in verschillende films en tv-shows binnen de provincie. Deze werd later gecoverd door de plaatselijke artiest Ariel Rivera. Zijn compositie I Could Be So Good For You werd opgenomen door Dennis Waterman voor de themasong van de ITV-serie Minder en werd een top 10-hit in het Verenigd Koninkrijk tijdens de jaren 1980. Het bracht Kenny een Ivor Novello Award op. In 1983 begon hij te werken met Alan Jay Lerner aan een muzikale aanpassing van My Man Godfrey, maar Lerner overleed voordat het werk was beëindigd. Desondanks verschenen later twee van de songs, die het duo had gecomponeerd voor deze musical, I've Been Married en Some People een decennium later op Kenny's album The Time Between The Time. In 1985, na zijn vertrek naar Warner Music Group, plaatste Kenny zich in de Britse hitlijst met de themasong No Man's Land voor de ITV-drama-serie Widows.
Vanaf toen had Kenny continu opgenomen en met regelmatige tussenpozen muziek uitgebracht. Zijn songs werden opgenomen door Barry Manilow, Johnny Mathis, Perry Como, Jack Jones, Marion Montgomery, Sacha Distel, James Last en Shirley Bassey, die de song There's No Place Like London opnam, die Kenny schreef met Lynsey de Paul. Andere bekende songs, geschreven door Kenny en de Paul waren Just a Little Time (het titelnummer van de Pauls album van 1994) en Take Back Your Heartache, dat verscheen op Kenny's album An Evening with Gerard Kenny Live (1995).

## Discografie

### Singles
- 1967: Where Are You?
- 1967: 3 Weeks, 4 Days, 15 Hours
- 1968: Leave It to Me
- 1978: New York, New York (So Good They Named It Twice)
- 1979: D-D-D-Dancing
- 1980: Getting to Know Each Other
- 1980: Fantasy
- 1984: The Other Woman, The Other Man
- 1985: No Man's Land

### Albums
- 1979: Made It Through the Rain
- 1980: Living on Music
- 1981: City Living
- 1984: The Music of Gerard Kenny
- 1984: All for a Dream
- 1992: Play Me Some Porter Please
- 1994: The Time Between Time
- 1995: An Evening with Gerard Kenny Live
- 1998: The Best of... The Singles
- 2005: Coming Home

- International Standard Name Identifier: 0000 0000 6332 2833
- Library of Congress Control Number: no98056662
- MusicBrainz: 7d9f2b06-751e-4729-92f9-ff4164178898
- Virtual International Authority File: 71006989
- WorldCat: E39PBJdM9tPPmmHQYx8Qjm9Yyd